# Goryphus evanescens
Goryphus evanescens är en stekelart som beskrevs av Morley 1916. Goryphus evanescens ingår i släktet Goryphus och familjen brokparasitsteklar. Inga underarter finns listade i Catalogue of Life.